# Вулиця Тиктора
Вулиця Тиктора — вулиця у Галицькому районі міста Львова, у межах історичного центру міста. Сполучає проспект Свободи з вулицею Наливайка. Прилучається вулиця Леся Курбаса.

## Назва
- 1578 — листопад 1941 роки — вулиця Святого Станіслава[8], через те, що з XIV століття й до 1789 року тут знаходився костел святого Станіслава та шпиталь для прокажених[4].
- листопад 1941 — липень 1944 роки — Станіслаусґассе, на честь Святого Станіслава[8].
- липень — грудень 1944 року — вулиця Святого Станіслава, повернена передвоєнна назва[9].
- грудень 1944 — 1945 роки — вулиця Волинська, на честь історичної області Волинь, що на північному заході України[10].
- 1945 — 1993 роки — вулиця Орловська, на честь російського міста Орел[11].
- сучасна назва — вулиця Івана Тиктора від 1993 року, на пошану видатного українського громадського та політичного діяча, відомого видавця та редактора Івана Тиктора[12][13].

## Забудова
В архітектурному ансамблі вулиці Тиктора присутні класицизм, віденська сецесія, радянський конструктивізм 1970-х років. Декілька будинків внесені до Реєстру пам'яток архітектури місцевого значення.
№ 1 — за Польщі цю адресу мала цукерня Ціммермана. Нині її не існує.
№ 2 — за Польщі в будинку містилися магазин парфумів Штернберґа, ресторан Розенбаума, магазин взуття «Марко» та кантор Каннера, а також різні спілки. Нині цієї адреси не існує.
№ 2а — на місці частини пасажу Феллерів, що виходила на вул. Тиктора та була зруйнована під час другої світової війни. У 1970-х роках споруджена будівля котельні. Нині тут міститься диспетчерський пункт ЛМКП «Львівтеплоенерго».
№ 3 — в будинку до 1939 року містився готель «Американський», нині — аптечна крамниця мережі аптек «Добра аптека».
№ 4 — будинок споруджено 1904 року у стилі віденської сецесії. У міжвоєнний період в будинку містився готель Фуссмана . Нині тут міститься кав'ярня «Біла кава» та бістро «Мішель». Будинок внесений до реєстру пам'яток архітектури місцевого значення під охоронним № 1643-м.
№ 5 — за Польщі в будинку містилися єврейський педагогічний інститут-школа імені Абрагама Кона. У 1901—1915 роках тут також містилася бібліотека єврейської громади, заснована ще у 1900 році в кагальному будинку при вулиці Різницькій, 17 (нинішня вулиця Наливайка). Книжкові фонди бібліотеки формувалися завдяки С. Буберу, С. Горовицю, Н. Льовенштайну та товариству «Шомер Ізраель». Першим бібліотекарем був Гершом Бадер, письменник, журналіст і драматург (працював у Львові упродовж 1894—1912 років). По смерті рабина Єхескеля Каро, фонди кагальної бібліотеки поповнилися власною бібліотекою рабина. Наприкінці 1930-х років бібліотечні фонди налічували понад 20000 томів давньоєврейською, польською та німецькою мовами. Від радянських часів в будинку міститься гуртожиток Львівського обласного інституту післядипломної педагогічної освіти.
№ 6 — будинок споруджено 1904 року у стилі віденської сецесії. За Польщі в будинку працювала ювелірна крамниця Гіршпрунґа. Нині тут містяться агенція перекладів «Аеліта» та апарт-готель «Lviv Loft Apartments».
№ 8 — у міжвоєнний період в будинку містився заклад електротехніки, оптики і механіки «Енергія», за радянських часів — опорний пункт правопорядку, нині — салон «Тату-пірсинг», барбершоп «Mr. Colt», дермато-косметологічний центр «ДермаВіта», агенція перекладів «Лінгва», діють курси перукарів-візажистів «Майстер-Клас» та працює магазин «Zelen».
№ 10 — за Польщі в будинку містилася друкарня Льовенкопфа. Нині тут міститься салон краси Спа «ТетОкс», магазин іграшок «Казка».

## Меморіальні, інформаційні таблиці
27 грудня 2016 року на вшанування 120-ліття з дня народження Івана Тиктора на фасаді будинку, що на розі вулиці Тиктора та проспекту Свободи за ініціативи кафедри медіакомунікацій Української академії друкарства в межах проєкту «Іван Тиктор: великий видавець, видатний українець» було встановлено інформаційну таблицю.